# 勧業銀行旧廈
座標: 北緯25度2分37.0秒 東経121度30分51.7秒 / 北緯25.043611度 東経121.514361度

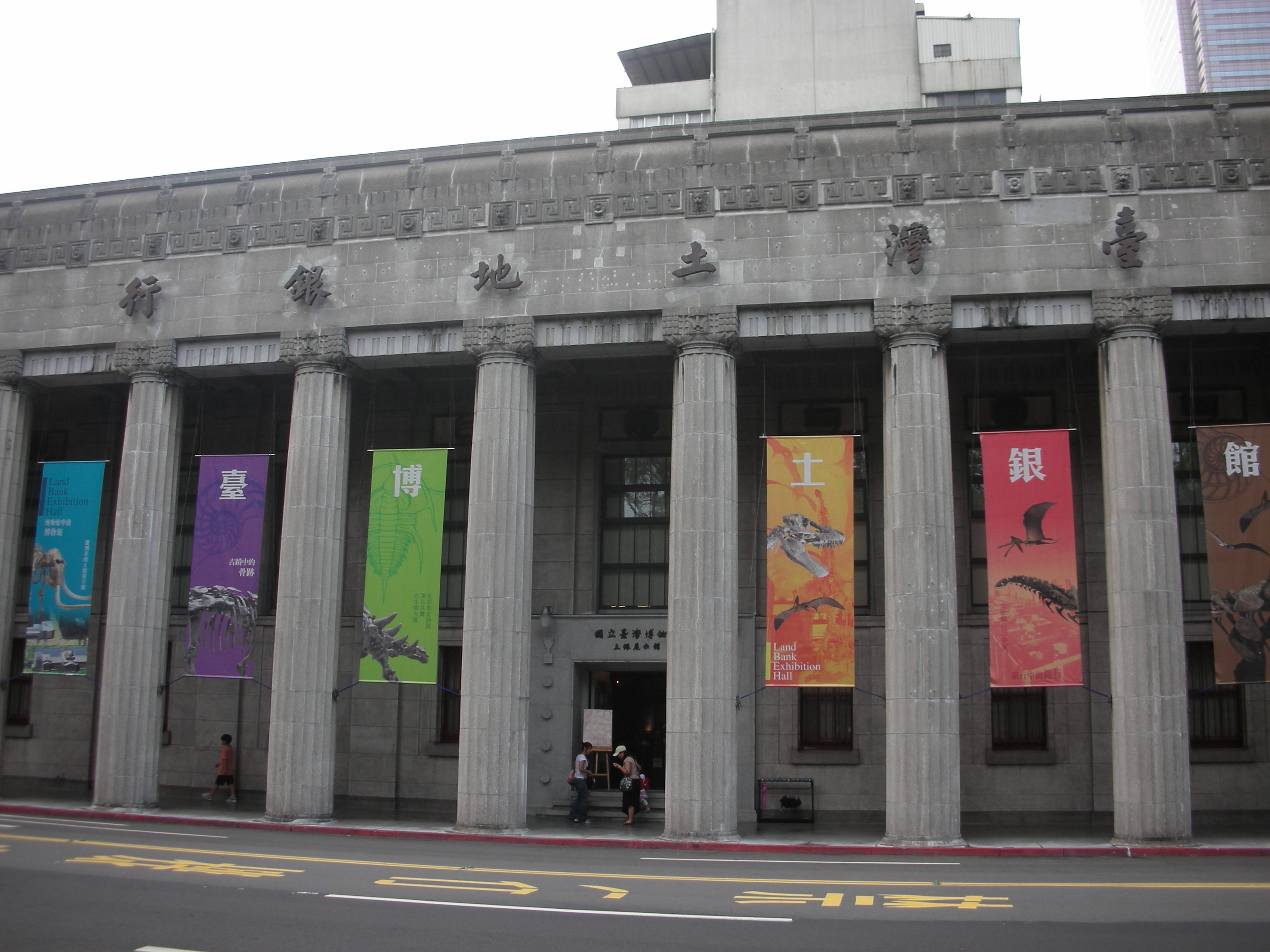
正面入口

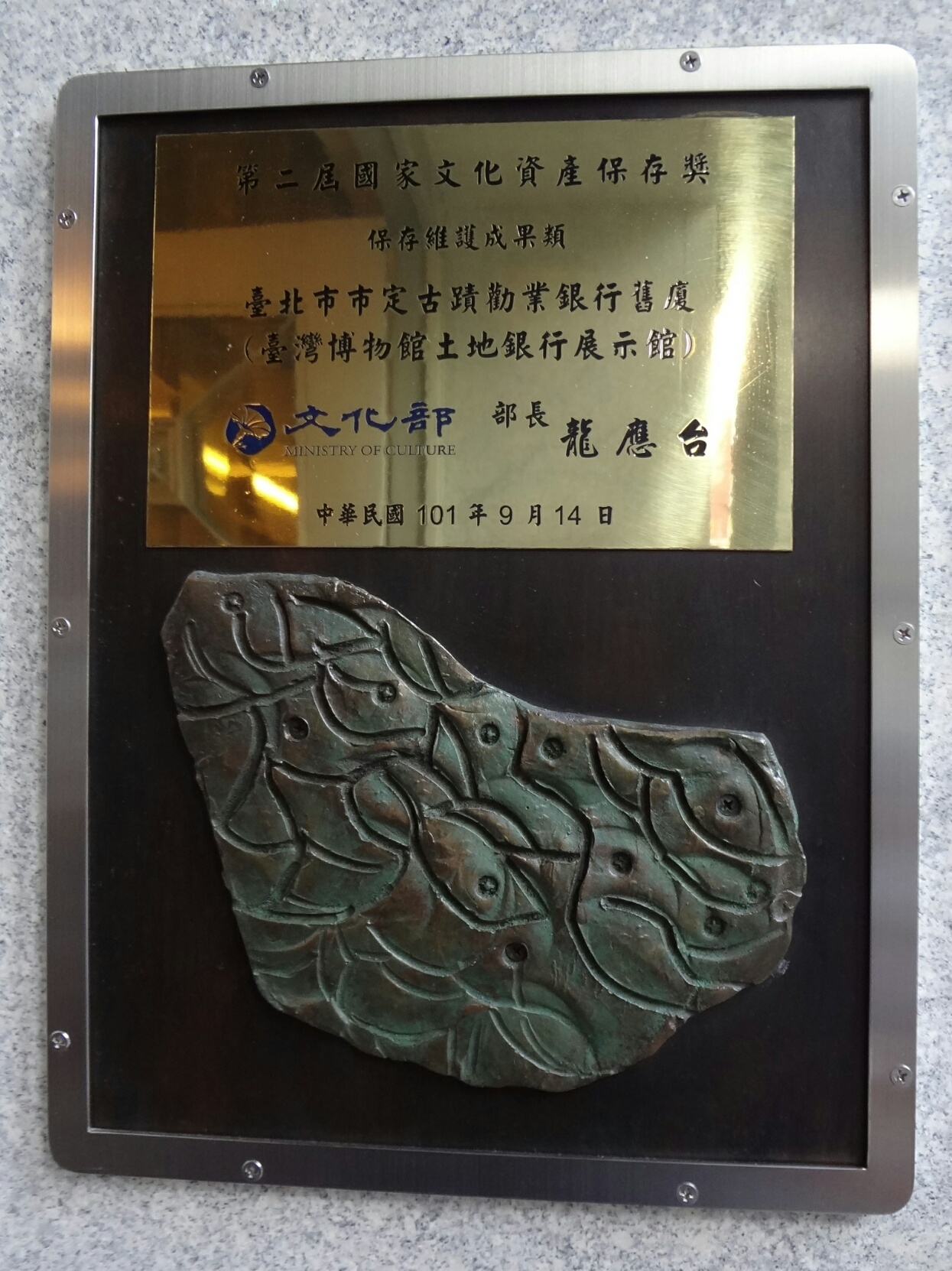
国家文化資産保存奨

勧業銀行旧廈（かんぎょうぎんこうきゅうか、繁体字中国語: 勸業銀行舊廈、通称：「旧日本勧業銀行台北支店」、「勧業銀行旧ビル」とも。）は台湾台北市中正区襄陽路にある直轄市定古蹟の建築物。日本統治時代の1933年に旧日本勧業銀行（その後第一勧業銀行を経て現みずほ銀行）の台北支店として建てられた。ほぼ同時期に完成した旧日本勧業銀行台南支店との類似点が多い。戦後は台湾土地銀行の総行（本店）として使われた。古蹟指定後は修復を経て国立台湾博物館の別館「土銀展示館」となっている。「勧業銀行旧廈」は古蹟の名義。

## 沿革
1920年代以前に日本勧業銀行は台湾銀行の業務を代行するようになったが、産業向け融資であり金額も高くなかった。1922年正式に台湾へ進出し、土地開発、森林資源開発、水利事業などに乗り出すと同時に台北と台南両市に支店を開設した（台北支店は1923年1月12日）。
1930年代は日増しに増大する業務に対応すべく両支店を拡張するに至った。勧銀は台北市表町2丁目11番地（1932年）と後に台南市末広町でも新支店ビルを着工。設計は勧銀建築課、施工は大林組が担当で、1933年に竣工。ともに1930年代に台湾で流行していたギリシャ建築、ローマ建築の様式を取り入れているものの、双方の建物には細部で違いがあった。両支店ビルは中央アメリカのマヤ建築の要素も取り入れた典型的な折衷主義建築となり、台北支店は正面50m、側面40mの凹字型の鉄筋コンクリート3階建てである。
戦後は台湾の勧銀資産は国民政府が接収し、1946年9月1日に台湾土地銀行（土銀）へ移管後は、総行ビルとして使われ、隣接する新社屋が1964年に落成すると、新旧社屋は連結された。ここでの本店業務を終了すると、資料室や研究室として使われた。
中華民国内政部は1991年に三級古蹟に登録（その後台北市政府の市定古蹟に編入）され、行政院文化建設委員会と市政府は付近の三井物産旧ビル、国立台湾博物館、二二八和平公園などと地下道で連結し古蹟エリア（首都核心区博物館）構想を計画した。2007年、旧勧銀支店ビルは大規模修復事業が進行し、その後財産権は土地銀行所有のまま国立台湾博物館が使用することになり2010年2月11日に「国立台湾博物館土銀展示館」として再オープンを迎えた。
2012年に文化部文化資産局が主催する第2回「国家文化資産保存奨」（保存維持成果部門）を受章した。

## 建築
旧支店ビルは二二八和平公園の北側、懐寧街と襄陽路の交差点北東角に面し、大ホールとアーケード（騎楼/騎樓）を備えている。アーケードの外側は3人が両手を広げて囲む程度の太さがある13本のドーリア式円柱（南側8本、西側5本）と両端の巨大な壁柱で構成されている。
門窓の材質は花崗岩で、日本から持ち込まれた。四隅の柱は横帯の装飾があるが、中間の柱の装飾は縦縞になっている。妻側の壁柱を除く中間の柱上部、梁との境界部はマヤ文明を彷彿させる人面型をした装飾が施されている。女兒牆（パラペット）下の軒蛇腹には薔薇の花とライオン装飾を囲むように「卍」の装飾がなされ、日本統治時代に稀にあったラテンアメリカの神秘を表現する様式となっている。

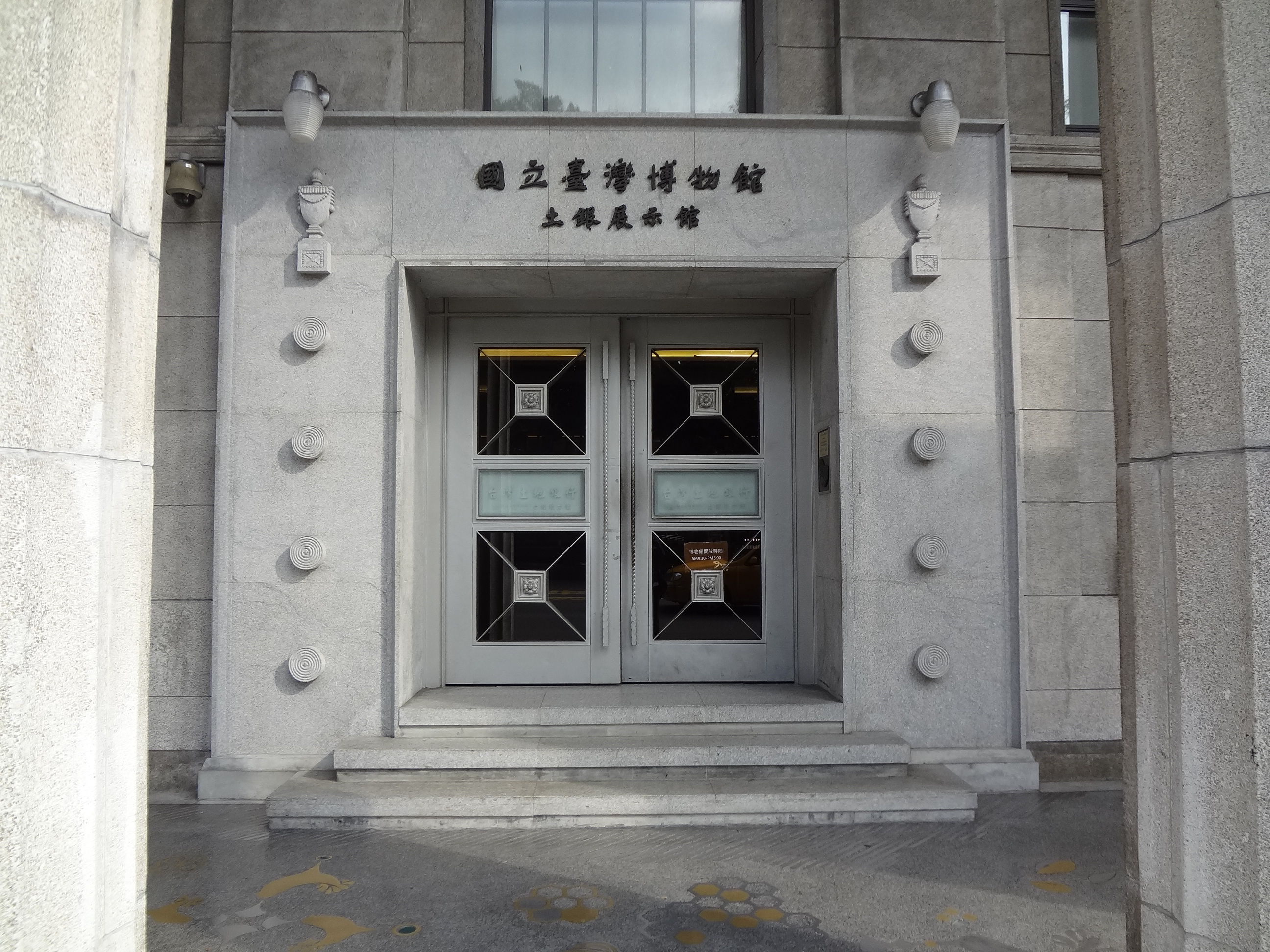
国立台湾博物館土銀展示館正門
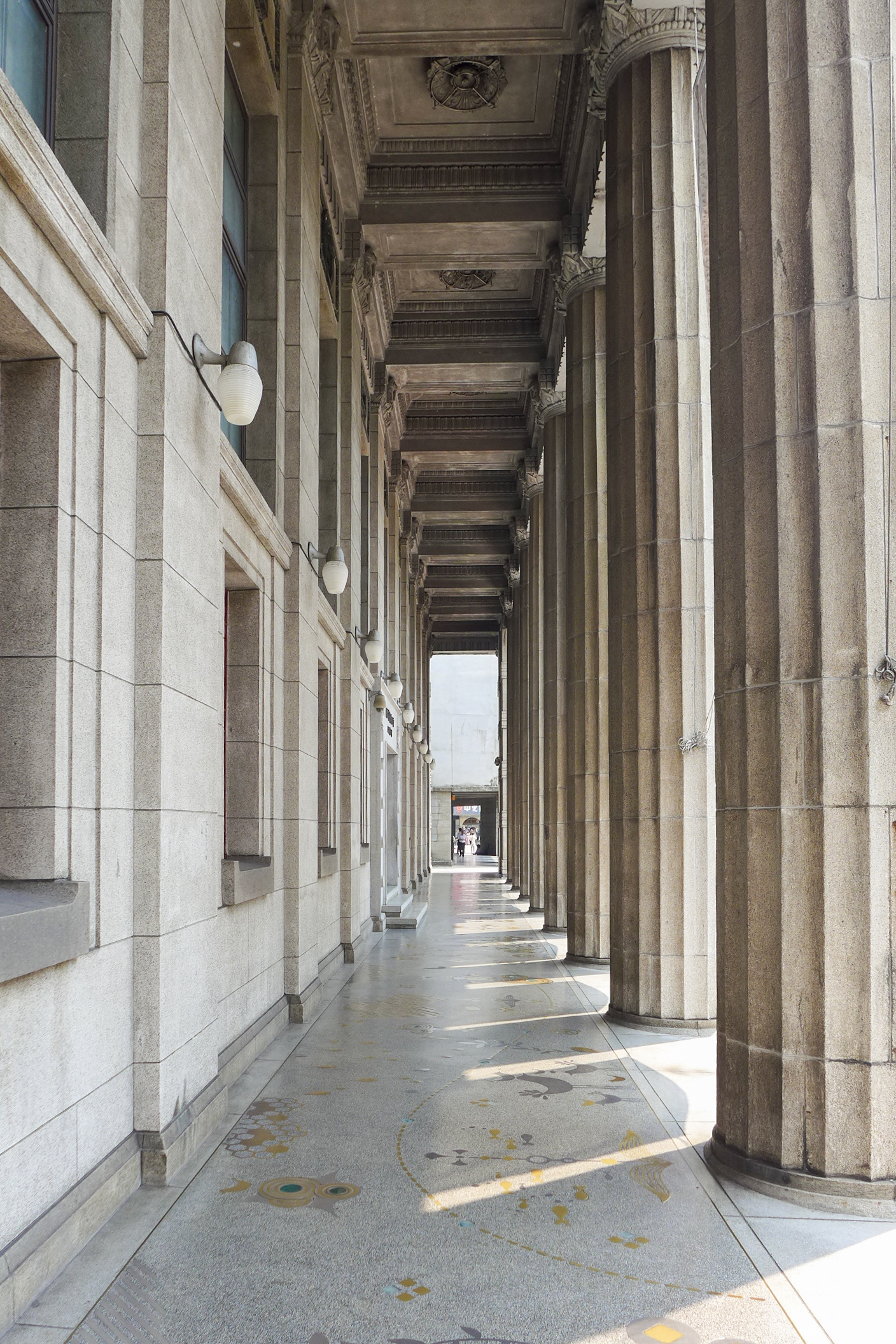
展示館外のアーケード

## 戦後の勧業銀行台北支店

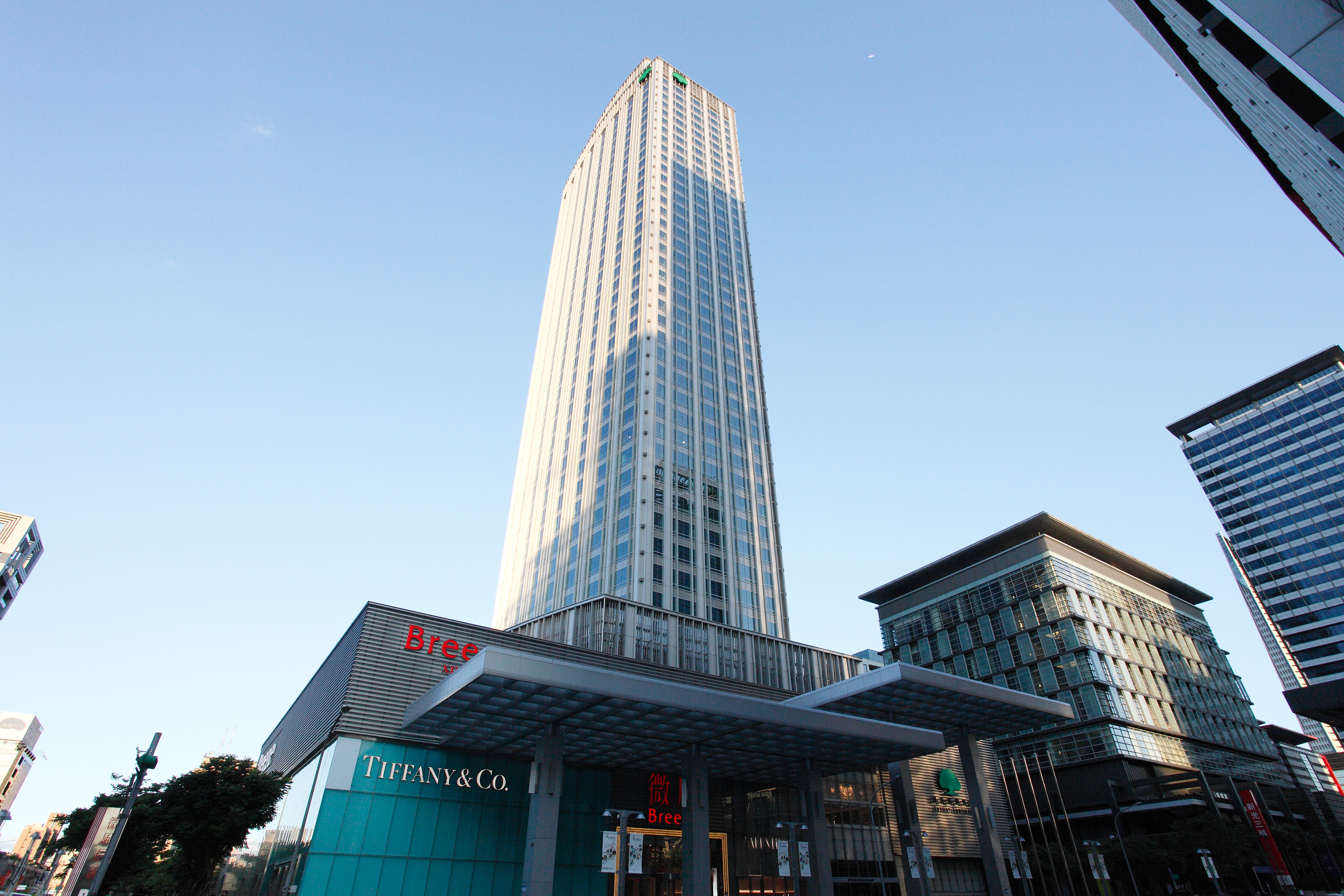
現在のみずほ銀行台北支店が入るキャセイ・ランドマークビル

戦後撤退した日本勧業銀行は1959年9月10日に正式な台北支店を開設し、台湾へ里帰りを果たす形となった。その後第一勧業銀行を経てみずほ銀行となり、現在は信義区の再開発エリア信義計画区内の国泰置地広場ビル（キャセイ・ランドマーク、2015年竣工）に支店を構える。

## 土銀展示館
入場券が預金通帳を模したものになっている。
常設展示

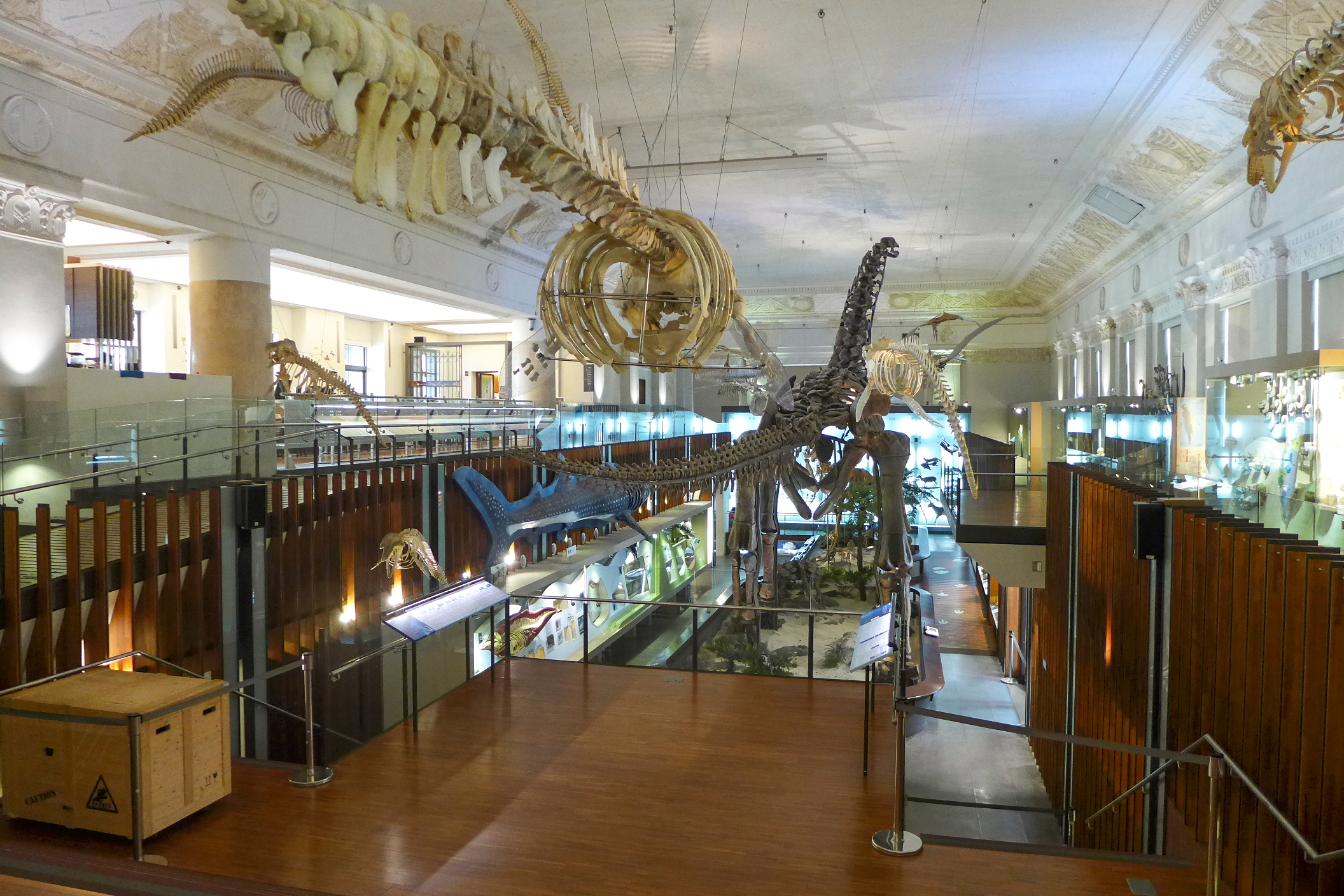
恐竜展（常設）

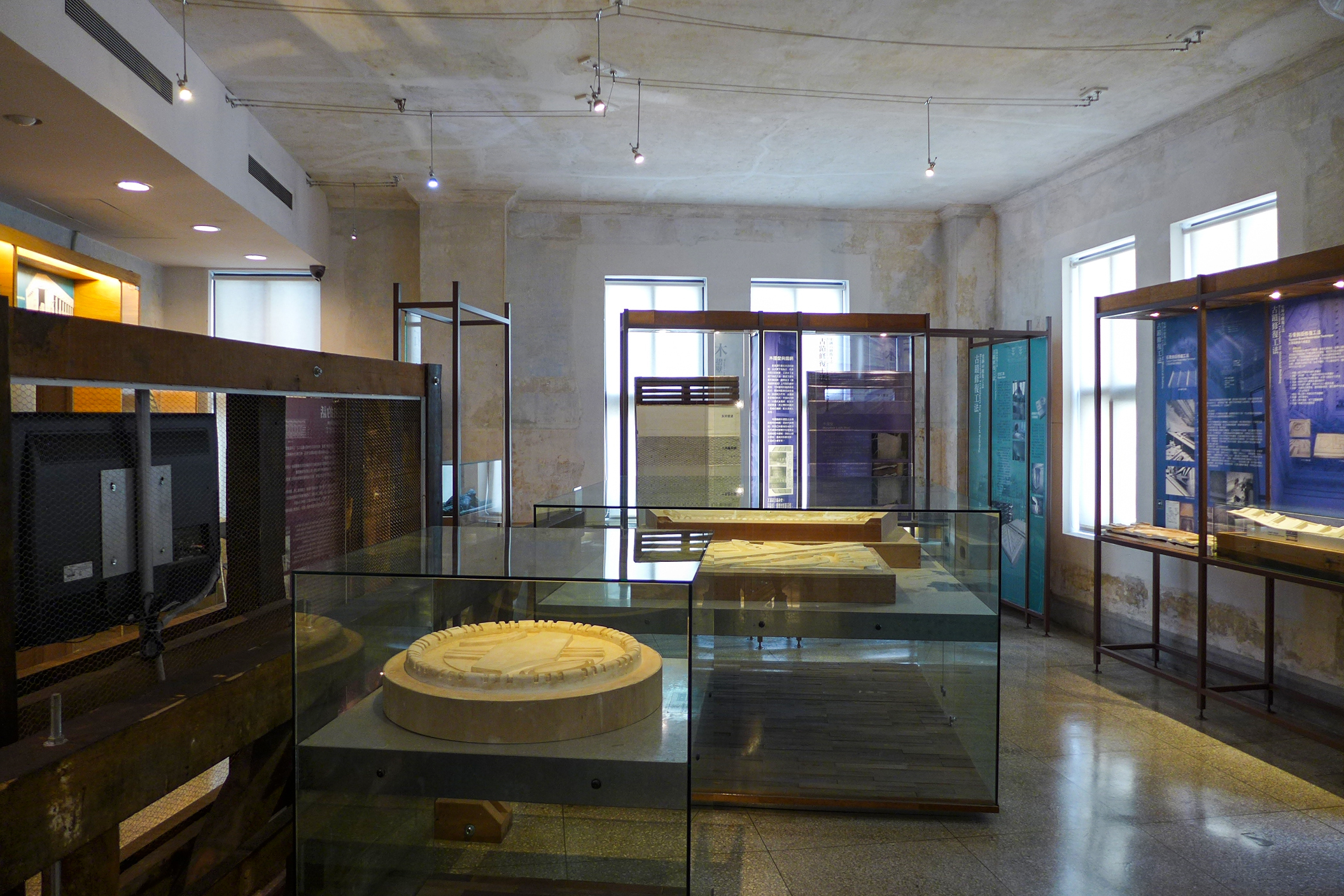
古蹟修復室

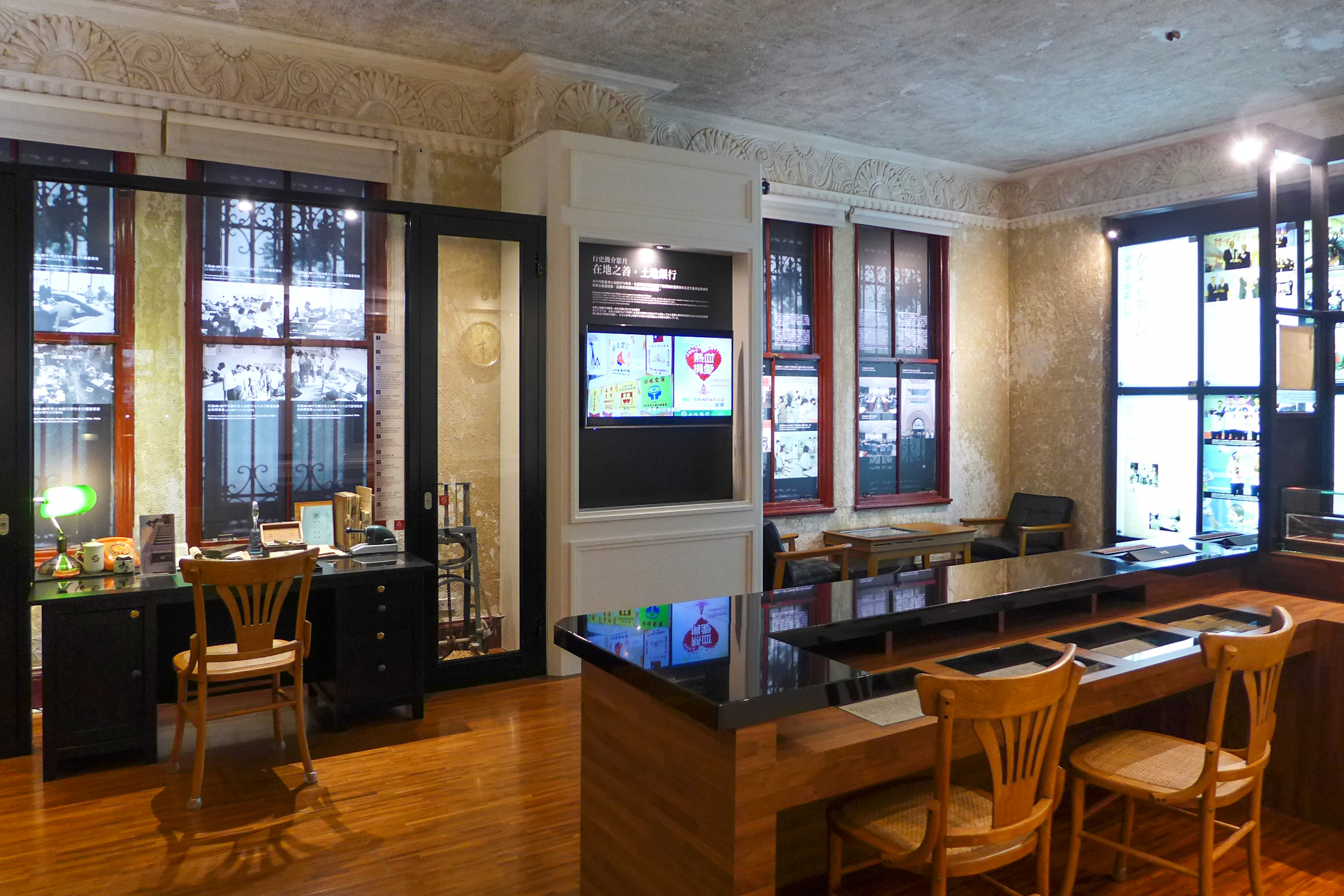
土銀行史室

- 土地銀行行史室：銀行時代の大型金庫が見学できるほか、金融史、経済史の発展がわかる資料を展示。
- 古蹟修復室：旧支店建築物の様式や特色、古蹟指定後から再公開前の修復事業の過程を紹介。
- 「生命的史詩－與演化共舞」：古生代からの生物の進化や化石を紹介。恐竜展など。

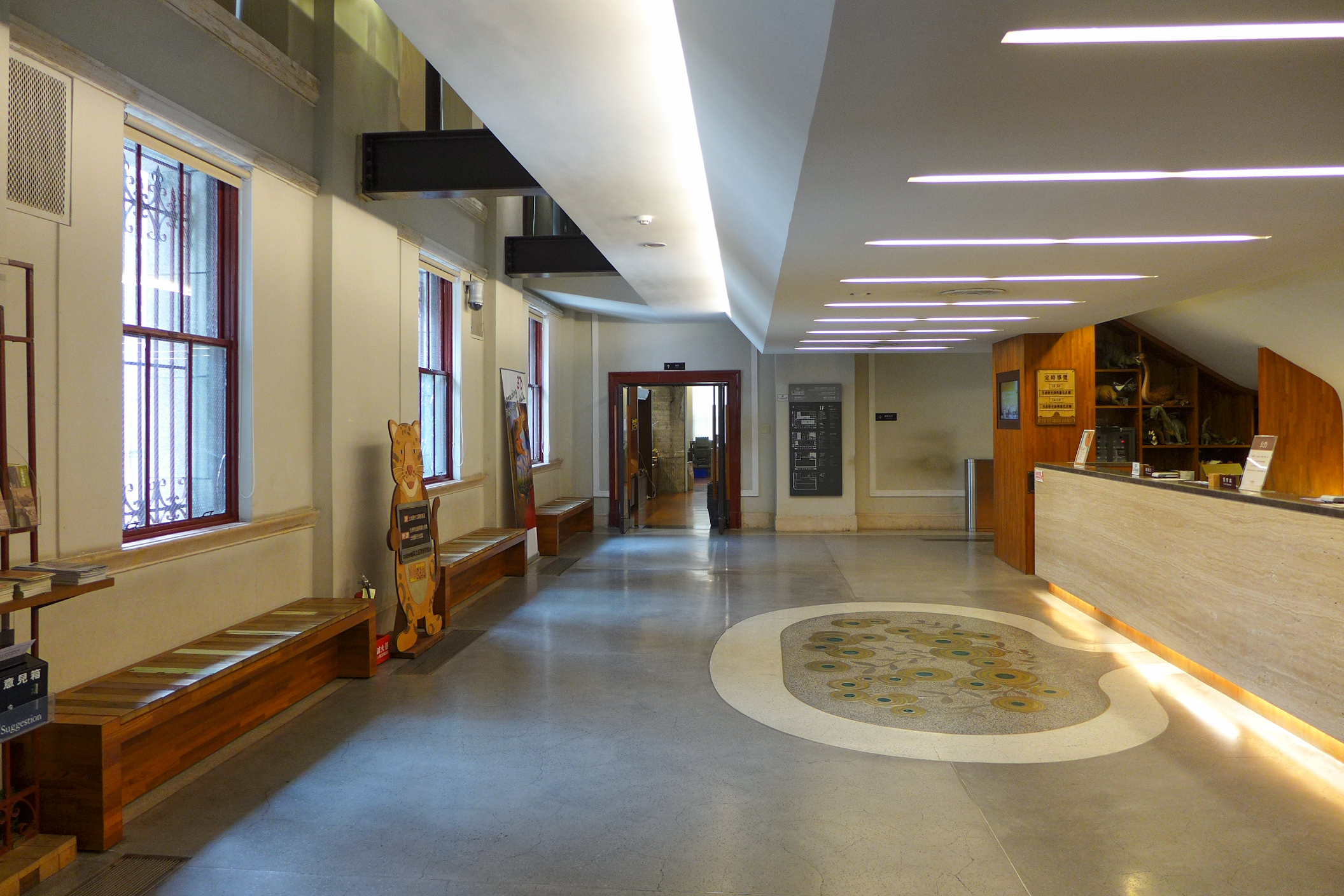
銀行窓口
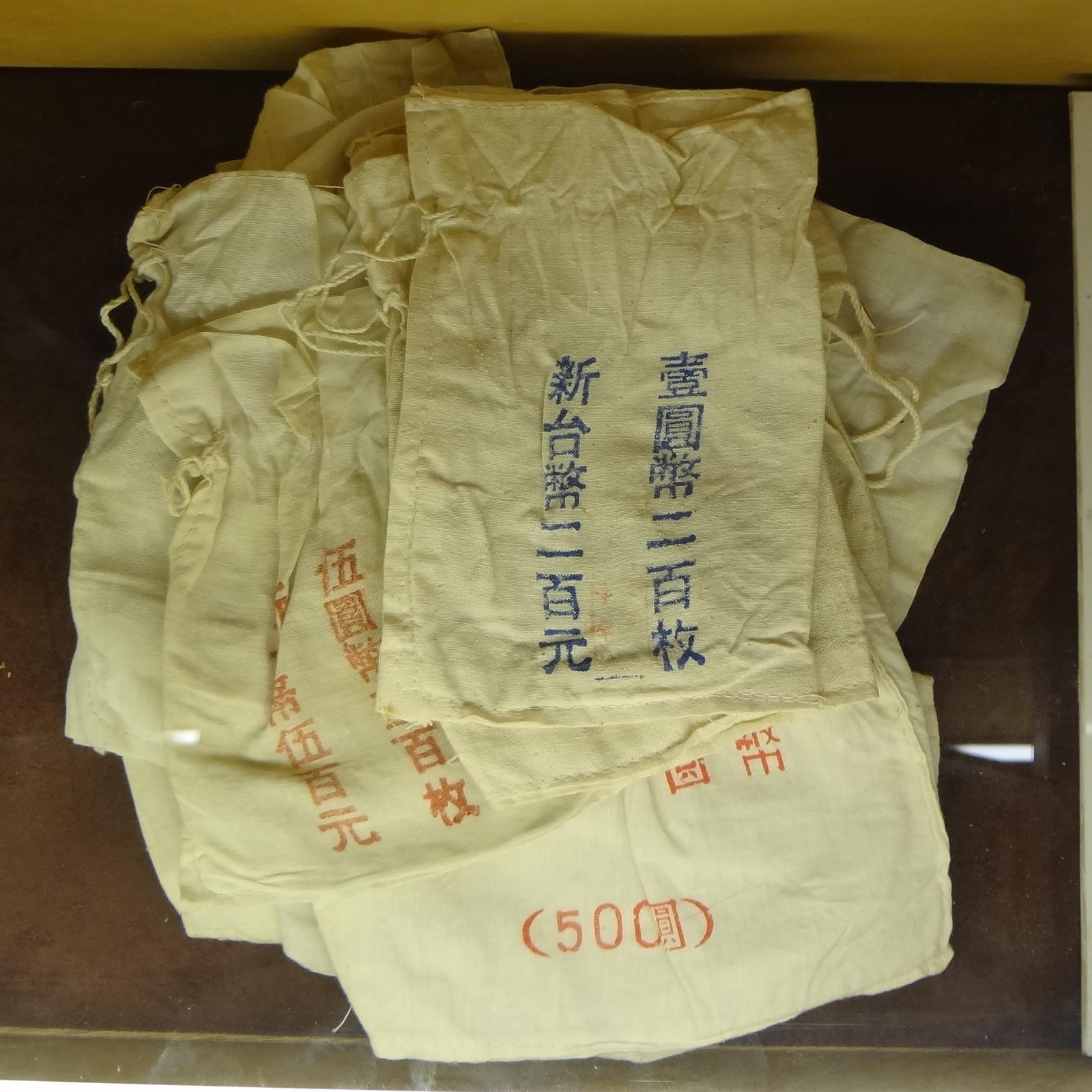
小銭袋の展示
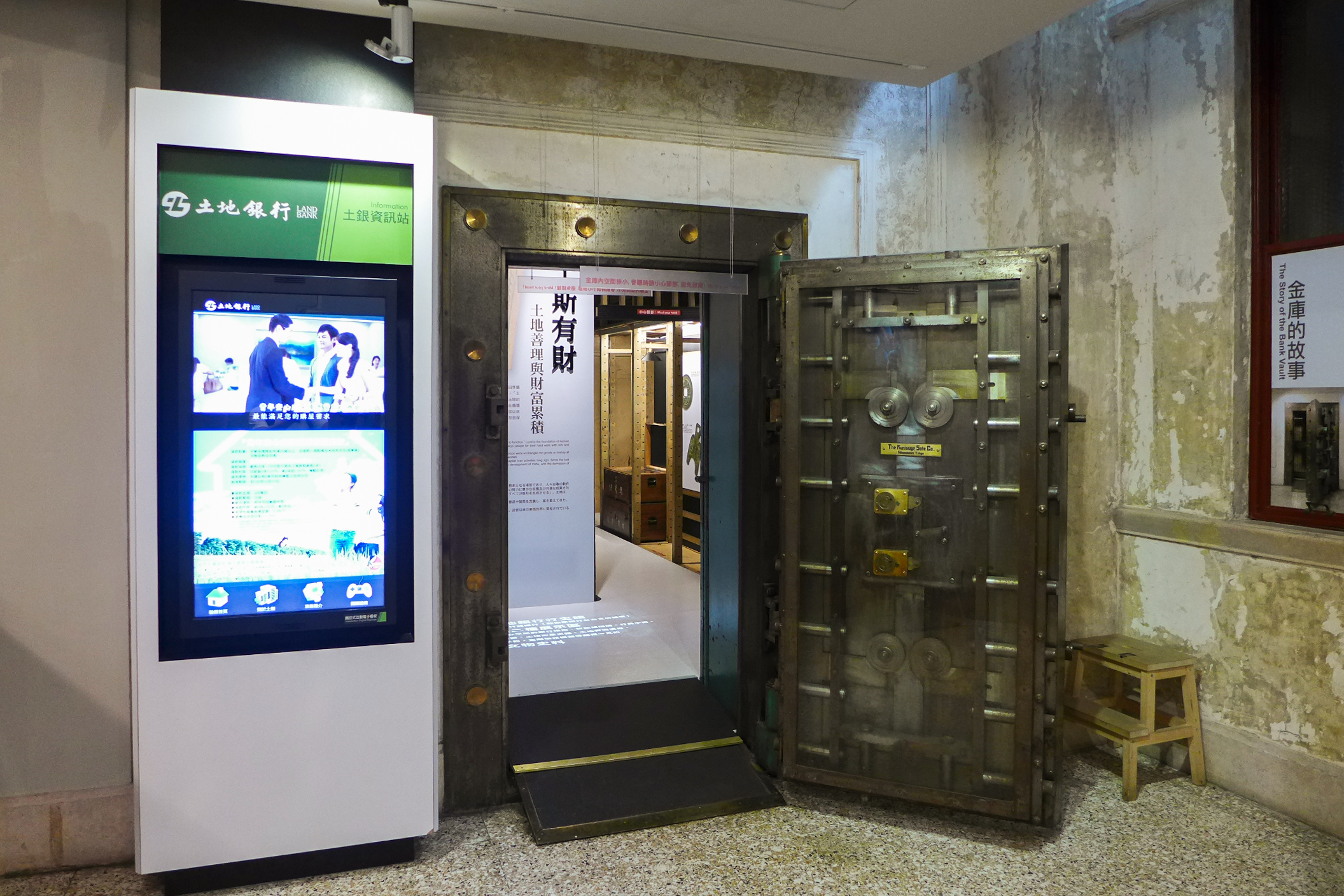
金庫入口
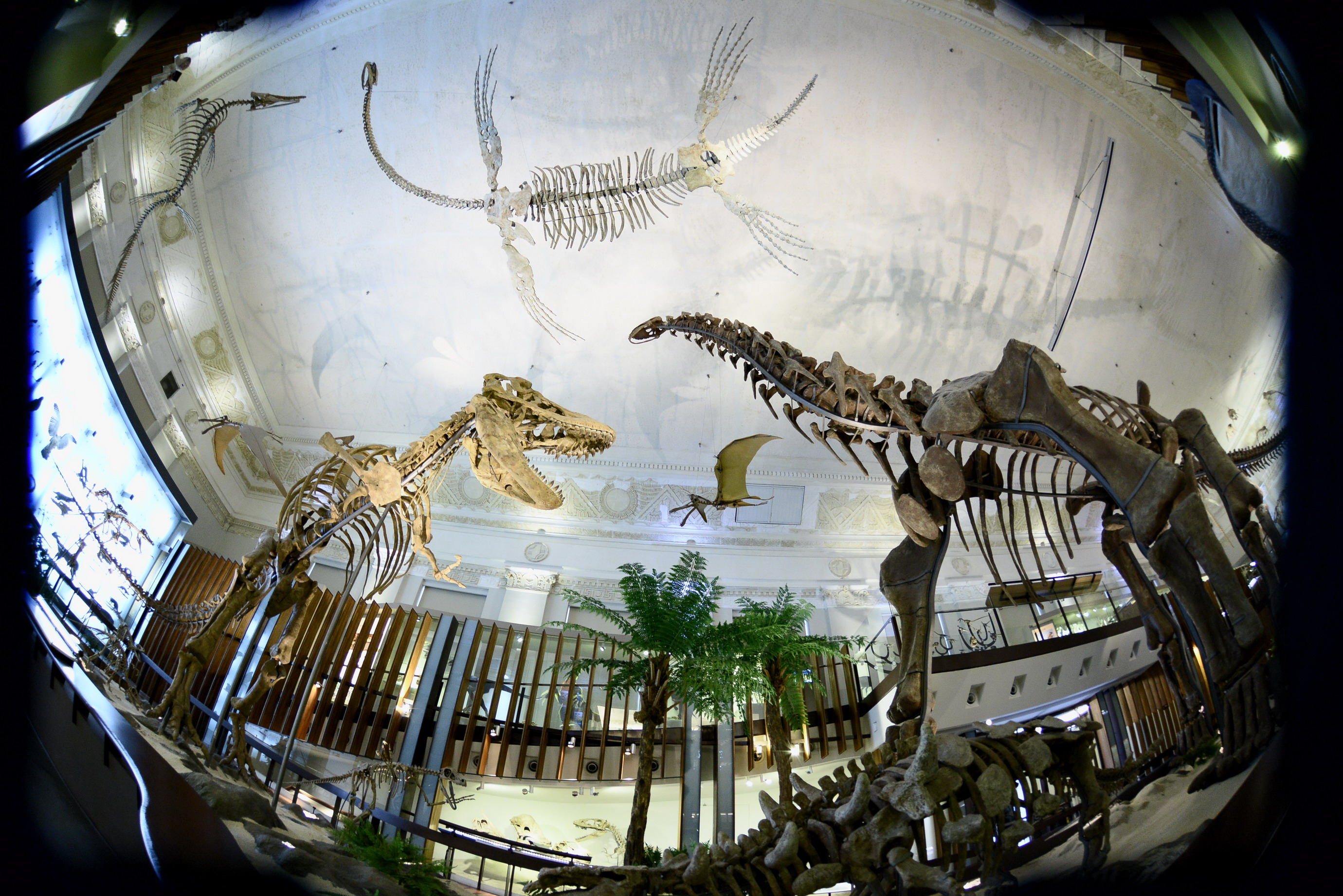
恐竜展
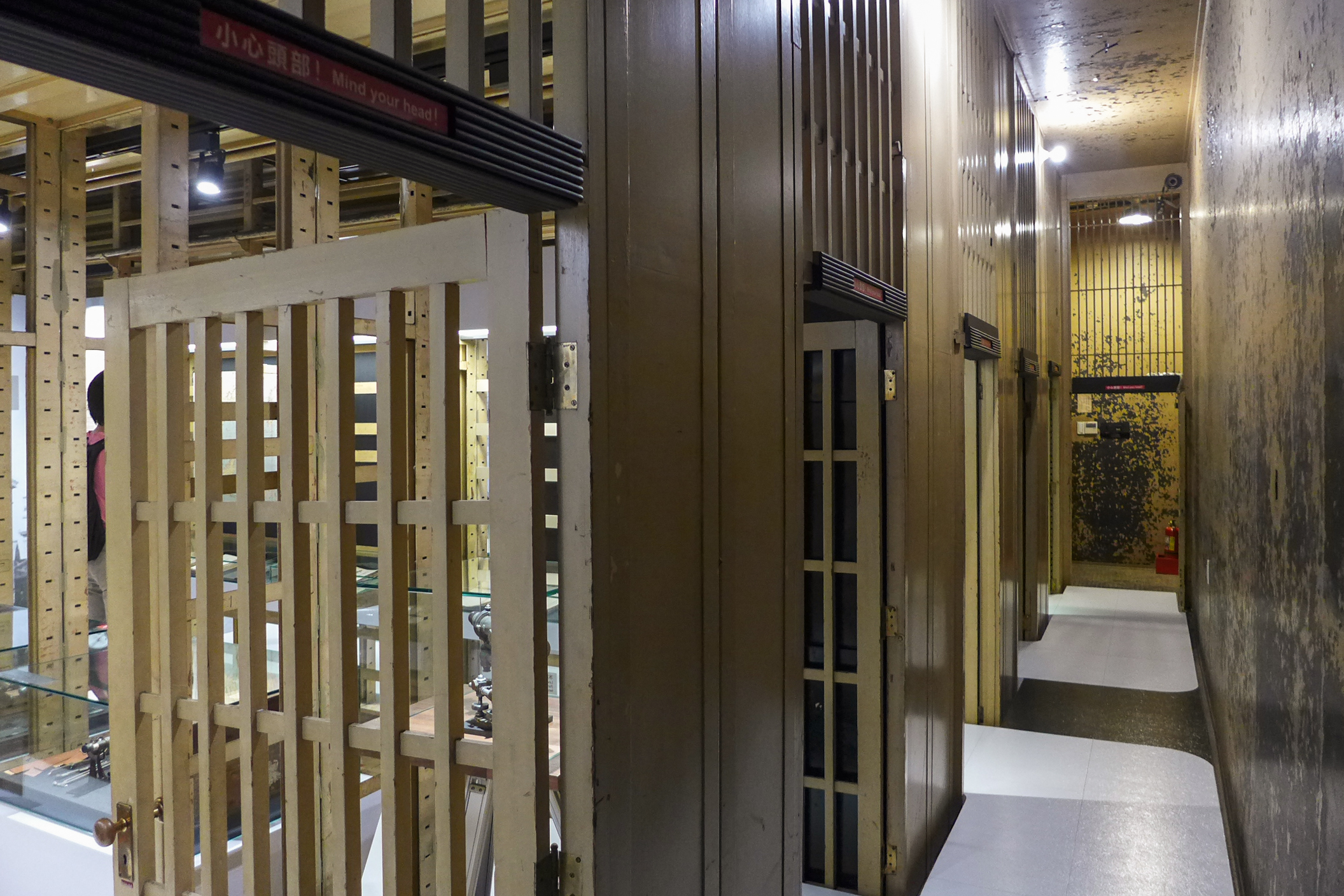
金庫

## 立地

### 周辺
- 二二八和平公園
  - 二二八国家記念館
  - 国立台湾博物館
  - 急公好義坊（中国語版）
- 台湾銀行
- 台大医院
- 台北賓館
- 新光三越

### 交通
台北捷運
- 台北駅M6出口から南へ徒歩約10分
- 台大医院駅4号出口から西へ徒歩約5分
- 西門駅4号出口から東へ徒歩約10分

## 参考資料
- 黄昭堂著，《台灣總督府》，2003年。臺北市：鴻儒堂出版社。
- 荘永明著，《台北老街》，1991年。臺北市：時報出版。
- 又吉盛清著，《台灣今昔之旅》，1997年，台北市：前衛出版社。
- 武内貞義著，《台灣》，1929年，台灣刊行會。